# جدال قدیم و جدید در الهیات و سیاسات
جدال قدیم و جدید در الهیات و سیاسات، نخستین دفتر از جلد نخستِ تاریخ اندیشهٔ سیاسی جدید در اروپا نوشتهٔ جواد طباطبایی می‌باشد که قرار است در سه جلد - احتمالاً در نه دفتر - منتشر شود. طرح کلی این مجموعه به شرح زیر است:
- تاریخ اندیشهٔ سیاسی جدید در اروپا:
  - جلد نخست: از نوزایش تا انقلاب فرانسه ۱۵۰۰-۱۷۸۹
    - دفتر نخست: جدال قدیم و جدید در الهیات و سیاسات، ۱۳۸۲، ویراست دوم، ۶۰۰ص[۱]
      - کتاب «مفهوم ولایت مطلقه در اندیشهٔ سیاسی سده‌های میانه»(۱۳۸۰، نشر نگاه معاصر، ۱۴۰ص) که در آغاز به عنوان اثری مستقل منتشر شده بود، در چاپ‌های بعدی در لابلای دفتر نخست گنجانده شد.

    - دفتر دوم(منتشر نشده): نظریهٔ جمهوریت در فلورانس
    - دفتر سوم: نظام‌های نوآئین در اندیشهٔ سیاسی، ۱۳۹۳، ۶۰۵ص[۲]

  - جلد دوم(منتشر نشده): ۱۷۸۹-۱۹۱۴
    - دفتر نخست(منتشر نشده): فلسفهٔ انقلاب فرانسه از کانت تا مارکس
    - دفتر دوم(منتشر نشده): فلسفهٔ سیاسی ایده‌آلیسم آلمانی از کانت تا هگل
    - دفتر سوم: ؟(منتشر نشده)

  - جلد سوم: اندیشهٔ سیاسی قرن بیستم(منتشر نشده)

وی این مجموعه را هم‌چون مقدمه‌ای بر مجموعهٔ تأملی دربارهٔ ایران می‌داند که در جریان پژوهش و نوشتن تفصیل پیدا کرد و به ناچار به عنوان کتابی مستقل درآمد.

## مباحث کتاب
عمده بحث‌های طباطبایی در این کتاب، بحث سنت و تجدد و فرایندهای دیالکتیکی بین آن‌ها و تحول آن طی دوران نوزایش تا انقلاب فرانسه است. وی معتقد است: «در تمدن اسلامی، در سده‌های متاخر، سنت چنان تصلبی پیدا کرده است که تذکر سنت با تکیه بر امکانات نظری خودِ سنت امکان‌پذیر نیست و چنان که نتوان با منطق نقادی از سنت، به عنوان آغاز اندیشیدن نوآیین و امکان طرح پرسش دوران جدید، رخنه‌ای در سد سکندر تصلب سنت ایجاد کرد، بیرون آمدن از چنبر سنت که دیری است تا عمل و نظر ایرانیان را غیرممکن کرده است، امکان‌پذیر نخواهد بود... به دنبال بیش از چهار سده تعطیل اندیشیدن، در ایران، زمان نقادی از سنت از درون برای همیشه سپری شده است و در شرایط کنونی وضع اندیشیدن، ابزارهای مفهومی این نقادی را، ناچار، باید از دستگاه مفاهیم اروپایی وام گرفت.»

## فهرست کتاب
- درآمد
- فصل نخست: جدال قدما و متاخرین دربارهٔ سنت
- فصل دوم: مناقشهٔ متاخران بر سنت
- فصل سوم: سیاست در محدودهٔ شریعت
- فصل چهارم: اندیشهٔ سیاسی اصلاح دینی و مخالفان آن
- فصل پنجم: نظریهٔ جمهوری‌خواهی جدید
- خاتمه: برخی ملاحظات پایانی

## نقدها
شاید مهم‌ترین انتقاد به روی‌کرد هگلی و انتزاعی مؤلف کتاب که در دیگر آثار او نیز هویدا است، نادیده گرفتن تحولات اقتصادی و اجتماعی است. در واقع طباطبایی رابطه ذهن و عین را برخلاف روی‌کرد جامعه‌شناختی، مستقل می‌داند. به نظر وی اگر قرار شود که اتفاقی بیفتد ابتدا در ذهن و اندیشه است و آن گاه به مناسبات جامعه منتقل می‌شود.
جواد طباطبایی در جواب انتقاداتی که او را ایده‌آلیست و هگلی می‌خوانند، در دفاع از سنت فلسفی ایده‌آلیسم آلمان برآمده و از این منظر، روی‌کرد هگلی را نه تنها رد نمی‌کند، بلکه معتقد است آثار وی زمینه‌های تدوین «پدیدارشناسی وجدان نگون‌بخت ایرانی» را فراهم می‌کند. وی هم‌چنین در جواب انتقاداتی که وی را به نادیده گرفتن زمینه‌های اقتصادی و اجتماعی متهم می‌کنند، خود را پژوهش‌گر تاریخ اندیشه می‌داند و نه جامعه‌شناس. به عنوان مثال در بحث از تحولاتی که زمینه‌ساز نوزایش شدند می‌گوید: «سدهٔ شانزدهم نزدیک به یک دهه پیش از پایان سدهٔ پانزدهم، با کشف امریکا و جنگ‌های ایتالیا، آغاز شده بود، اما در قلمرو اندیشه و از دیدگاهی که ما در این‌جا دنبال می‌کنیم، دگرگونی‌هایی که در حوزهٔ دیانت و اندیشهٔ دینی پدیدار شد، از اهمیت ویژه‌ای برخوردار بود.» (تاکید از جانب نویسنده نیست.)